# Chicago 19
Chicago 19 es un álbum de estudio de la banda de rock estadounidense Chicago, publicado en 1988. Después de la grabación del disco Chicago 18 con David Foster, la banda empezó a trabajar con los productores Ron Nevison y Chas Sandford para este álbum. 19 fue la última producción discográfica de Chicago en la que participó el baterista original Danny Seraphine, que abandonó la banda en 1990. El músico de sesión Tris Imboden se unió a la banda como el reemplazante de Seraphine.
Con una recepción similar a la de su predecesor, Chicago 19 se convirtió en un éxito en las listas, logrando certificado de disco de platino y ubicando algunos de sus sencillos en altas posiciones de las listas de éxitos, como "Look Away" (#1), "I Don't Wanna Live Without Your Love" (#3) y "You're Not Alone" (#10). Los dos primeros sencillos fueron compuestos por Diane Warren y el tercero por el compositor británico Jimmy Scott.

## Lista de canciones
| Lado A |                                        |                             |               |          |  |
| N.º    | Título                                 | Escritor(es)                | Voz           | Duración |  |
| 1.     | «Heart in Pieces»                      | Tim Feehan/Brian MacLeod    | Jason Scheff  | 5:04     |  |
| 2.     | «I Don't Wanna Live Without Your Love» | Albert Hammond/Diane Warren | Bill Champlin | 3:55     |  |
| 3.     | «I Stand Up»                           | Robert Lamm/Gerard McMahon  | Robert Lamm   | 4:06     |  |
| 4.     | «We Can Last Forever»                  | Jason Scheff/John Dexter    | Scheff        | 3:45     |  |
| 5.     | «Come in from the Night»               | Bill Champlin/Bruce Gaitsch | Champlin      | 4:43     |  |

| Lado B |                                |                                           |                   |          |  |
| N.º    | Título                         | Escritor(es)                              | Voz               | Duración |  |
| 6.     | «Look Away»                    | Diane Warren                              | Champlin          | 4:02     |  |
| 7.     | «What Kind of Man Would I Be?» | Jason Scheff/Chas Sandford/Bobby Caldwell | Scheff            | 4:21     |  |
| 8.     | «Runaround»                    | Bill Champlin/Jason Scheff                | Champlin & Scheff | 4:10     |  |
| 9.     | «You're Not Alone»             | Jim Scott                                 | Champlin          | 3:56     |  |
| 10.    | «Victorious»                   | Marc Jordan/John Capek                    | Lamm              | 6:02     |  |

## Créditos
- Bill Champlin – teclados, voz
- Robert Lamm – teclados, voz
- Lee Loughnane – trompeta, bajo
- James Pankow – trombón
- Walter Parazaider – saxofón
- Jason Scheff – bajo, voz
- Danny Seraphine – batería, percusión, programación
- Dawayne Bailey – guitarra, coros